# Route nationale 544
Die N544 war von 1933 bis 1973 eine französische Nationalstraße, die zwischen der N85 nördlich von Gap und Orcières verlief. Ihre Länge betrug 30 Kilometer. Von 1978 bis 2006 gab es im Hafengebiet von Fos-sur-Mer ein weiteres Mal eine N544. Diese ist heute eine Kommunalstraße.

## N544a
Die N544A war von 1933 bis 1973 ein Seitenast der N544, der von dieser im Tal des Drac abzweigte und dem Drac Blanc nach Champoléon folgte, während die N544 parallel zum Drac Noir weiterlief. Ihre Länge betrug 4 Kilometer.